# Hamburg-Bahrenfeld

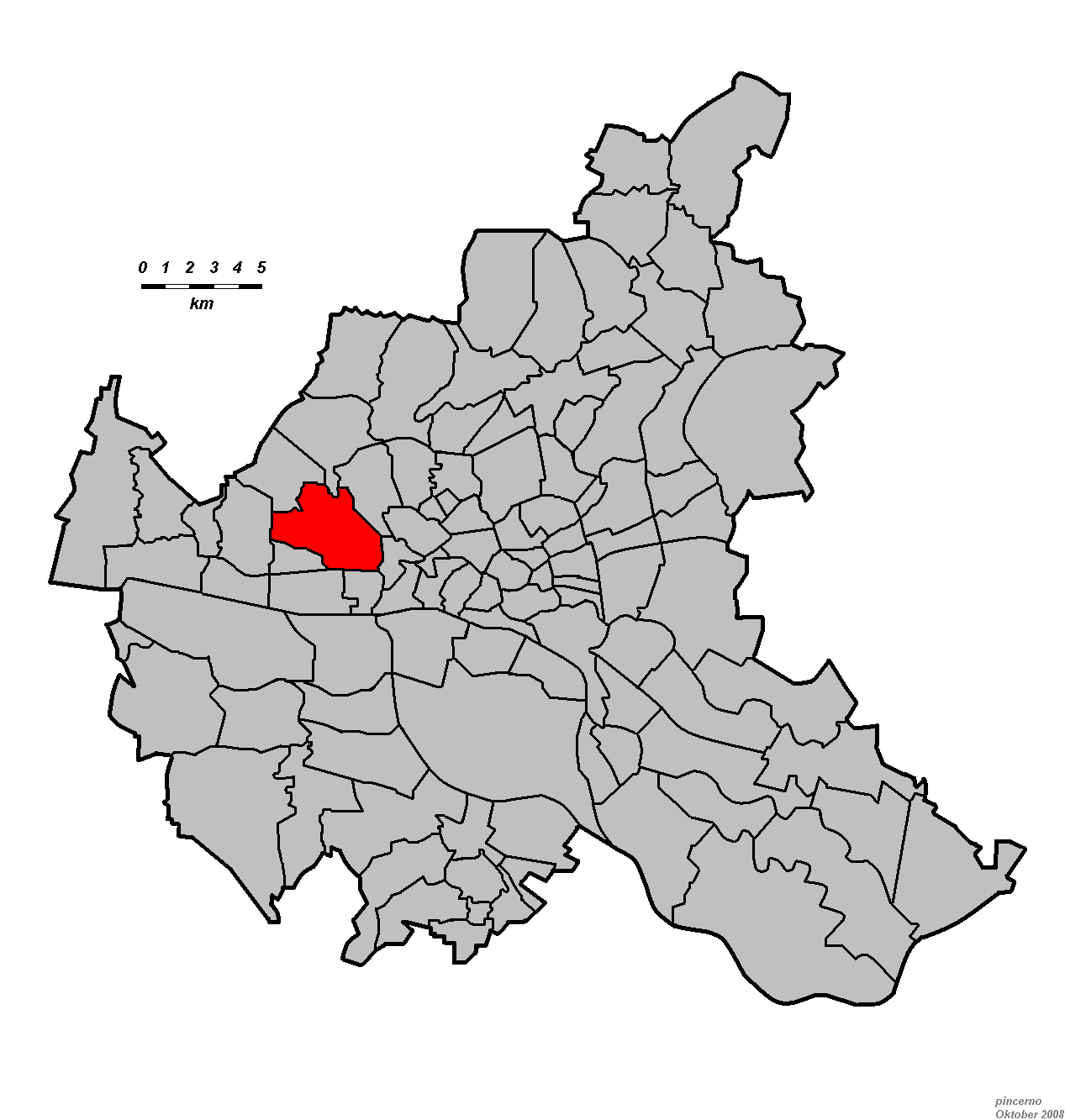
Bahrenfelds läge inom Hamburg

Hamburg-Bahrenfeld är en stadsdel i stadsdelsdistriktet Hamburg-Altona i den tyska staden Hamburg. Bahrenfeld ligger strax väster om Hamburgs centrala delar, omnämndes första gången 1256, blev 1890 en del av Altona/Elbe och 1938 en del av Hamburg.